# 任烨
任烨（1986年7月13日—），辽宁抚顺人，中国女子曲棍球運動員，亦為中国国家女子曲棍球队成員，司職前卫。

## 簡歷

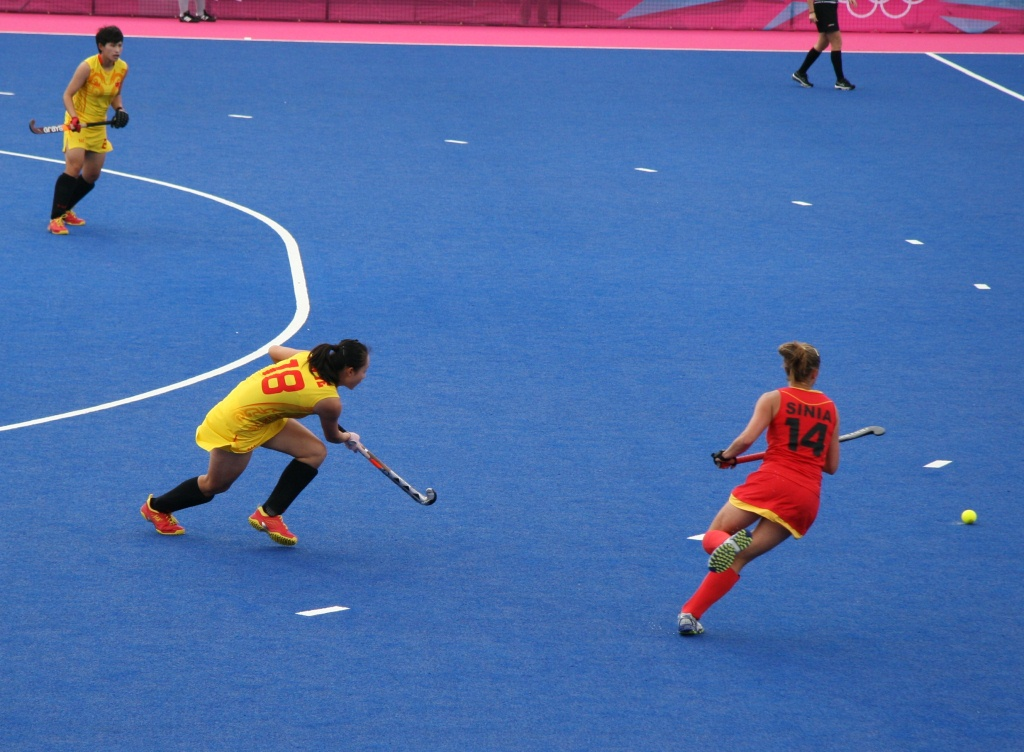
任烨（黃衣18號）正與比利時隊進行比賽

2010年11月，任烨代表中國出戰廣州亞運會，參加曲棍球比賽，奪得金牌。